# Algoritmo di de Casteljau
In matematica e in particolare in analisi numerica, l'algoritmo di de Casteljau, che prende il nome dal suo autore Paul de Casteljau, è un metodo ricorsivo per valutare polinomi nella forma di Bernstein o curve di Bézier.
Sebbene l'algoritmo sia più lento per la maggior parte delle architetture se comparato all'approccio diretto, è numericamente più stabile.

## Definizione
Dato un polinomio B in forma di Bernstein di grado n
{\displaystyle B(t)=\sum _{i=0}^{n}\beta _{i}b_{i,n}(t),}
dove b è un polinomio base di Bernstein, il polinomio al punto t0 può essere valutato con la relazione di ricorrenza
{\displaystyle \beta _{i}^{(0)}:=\beta _{i}{\mbox{ , }}i=0,\ldots ,n,}
{\displaystyle \beta _{i}^{(j)}:=\beta _{i}^{(j-1)}(1-t_{0})+\beta _{i+1}^{(j-1)}t_{0}{\mbox{ , }}i=0,\ldots ,n-j{\mbox{ , }}j=1,\ldots n,}
con
{\displaystyle B(t_{0})=\beta _{0}^{(n)}.}

## Annotazioni
Nel calcolo manuale è utile scrivere i coefficienti in uno schema triangolare del tipo:
{\displaystyle {\begin{matrix}\beta _{0}&=\beta _{0}^{(0)}&&&\\&&\beta _{0}^{(1)}&&\\\beta _{1}&=\beta _{1}^{(0)}&&&\\&&&\ddots &\\\vdots &&\vdots &&\beta _{0}^{(n)}\\&&&&\\\beta _{n-1}&=\beta _{n-1}^{(0)}&&&\\&&\beta _{n-1}^{(1)}&&\\\beta _{n}&=\beta _{n}^{(0)}&&&\\\end{matrix}}}
Nella scelta di un punto t0 per cui calcolare il polinomio di Bernstein, si possono usare le diagonali dello schema triangolare per costruire una divisione del polinomio.
{\displaystyle B(t)=\sum _{i=0}^{n}\beta _{i}^{(0)}b_{i,n}(t)\qquad {\mbox{ , }}\in [0,1],}
fino a
{\displaystyle B_{1}(t)=\sum _{i=0}^{n}\beta _{0}^{(i)}b_{i,n}\left({\frac {t}{t_{0}}}\right)\qquad {\mbox{ , }}\in [0,t_{0}]}
e
{\displaystyle B_{2}(t)=\sum _{i=0}^{n}\beta _{n-i}^{(i)}b_{i,n}\left({\frac {t-t_{0}}{1-t_{0}}}\right)\qquad {\mbox{ , }}\in [t_{0},1].}

## Esempio
Si vuole calcolare il valore del polinomio di Bernstein di grado 2 con i coefficienti:
{\displaystyle \beta _{0}^{(0)}=\beta _{0}}
{\displaystyle \beta _{1}^{(0)}=\beta _{1}}
{\displaystyle \beta _{2}^{(0)}=\beta _{2}}
nel punto t0.
Si avvia la ricorsione con:
{\displaystyle \beta _{0}^{(1)}=\beta _{0}^{(0)}(1-t_{0})+\beta _{1}^{(0)}t_{0}=\beta _{0}(1-t_{0})+\beta _{1}t_{0}}
{\displaystyle \beta _{1}^{(1)}=\beta _{1}^{(0)}(1-t_{0})+\beta _{2}^{(0)}t_{0}=\beta _{1}(1-t_{0})+\beta _{2}t_{0}}
e alla seconda iterazione la ricorsione termina con:
{\displaystyle {\begin{matrix}\beta _{0}^{(2)}&=&\beta _{0}^{(1)}(1-t_{0})+\beta _{1}^{(1)}t_{0}\\\ &=&\beta _{0}(1-t_{0})(1-t_{0})+\beta _{1}t_{0}(1-t_{0})+\beta _{1}(1-t_{0})t_{0}+\beta _{2}t_{0}t_{0}\\\ &=&\beta _{0}(1-t_{0})^{2}+\beta _{1}2t_{0}(1-t_{0})+\beta _{2}t_{0}^{2}\\\end{matrix}}}
che è il polinomio di Bernstein desiderato di grado 2.